# Hồ Uyên
Hồ Uyên (chữ Hán: 胡渊, 247 – 301), tự Thế Nguyên, tiểu tự Diêu Si, người huyện Lâm Kính, quận An Định , tướng lãnh nhà Tào Ngụy thời Tam Quốc, nhà Tây Tấn, ủng hộ Triệu vương Tư Mã Luân trong loạn Bát vương, thất bại nên bị giết.

## Cuộc đời và sự nghiệp
Uyên là con trai của Tần Châu thứ sử Hồ Liệt. Thiếu thời Uyên theo cha tòng quân đánh Thục Hán. Đầu năm Hàm Hy đầu tiên (264), chủ tướng Chung Hội mưu phản, giam lỏng chư tướng là bọn Hồ Liệt. Uyên bấy giờ mới 18 tuổi, đi đầu sĩ tốt, đánh giết được Hội, nổi danh khắp nơi.
Triệu vương Tư Mã Luân soán ngôi (301), Tề vương Tư Mã Huýnh nổi dậy chống lại, được bọn Hà Gian vương Tư Mã Ngung, Thành Đô vương Tư Mã Dĩnh, Thường Sơn vương Tư Mã Nghệ hưởng ứng. Uyên nhận lệnh của Luân, cùng Trương Hoằng đem quân tấn công Huýnh, nhiều lần đánh bại quân Tề. Cuối cùng Uyên bị Dĩnh đánh bại, đầu hàng và bị giết.